# Aclopini
Aclopini – plemię chrząszczy z rodziny poświętnikowatych i podrodziny Aclopinae. Obejmuje 16 opisanych gatunków sklasyfikowanych w trzech rodzajach. Zasiedla południową krainę neotropikalną.

## Morfologia
Chrząszcze o wydłużonym, owalnym ciele, osiągającym małe lub średnie jak na żuki rozmiary. Ubarwienie mogą mieć od jasnobrązowego po czarne. Występuje u nich silnie zaznaczony dymorfizm płciowy.
Głowa ma oczy złożone podzielone występem policzka zwanym canthus. Czułki buduje osiem członów, z których trzy ostatnie formują buławkę, u samic zredukowaną. Nadustek leży w tej samej płaszczyźnie co warga górna i może być wyposażony w słabo zaznaczony róg lub pozbawiony takiegoż wyrostka.
Przedplecze jest równomiernie wypukłe, na większości powierzchni nagie. Forma pokryw jest dłuższa niż szeroka, wysklepiona, o zaokrąglonych bocznych brzegach; brak jest na nich rzędów z wyjątkiem rzędu przyszwowego.  Tylna para skrzydeł u samców jest wykształcona, u samic zaś zredukowana. Za synapomorfie ich użyłkowania uchodzą: silnie rozbieżne odgałęzienia trzecie i czwarte przedniej żyłki radialnej (RA3 i RA4) oraz silne zakrzywienie tego drugiego (RA4) w nasadowej ⅓ długości. Wyrostek międzybiodrowy przedpiersia jest dobrze widoczny i gęsto porośnięty szczecinkami. Synapomorfią szkieletu wewnętrznego tułowia jest zakrzywiony szew wentralny widełek sternalnych zatułowia. Przednia para odnóży ma wyposażone w dwa ząbki (synapomorfia plemienia) i pozbawione ostrogi golenie. Synapomorfią tylnej pary odnóży jest całobrzega krawędź wewnętrzna goleni.
U samców wszystkie przetchlinki odwłoka leżą na błonach pleuralnych jego segmentów, zaś u samic ostatnie trzy ich pary leżą na sternitach. U samic odwłok jest nabrzmiały. Jako synapomorfię genitaliów samców wymienia się edeagus pozbawiony V-kształtnego płata w endofallusie.

## Ekologia i występowanie
Biologia i ekologia tych owadów są słabo zbadane. Nieznane nauce pozostają larwy, a samicę opisano tylko w przypadku Gracilaclopus bidentulus. Przypuszcza się, że samice pędzą głównie podziemny tryb życia, o czym świadczyć mogą m.in. zredukowane oczy i buławka czułków, niezdolność do lotu z uwagi na redukcję skrzydeł tylnych, nabrzmiały odwłok i zredukowane stopy.
Plemię to zasiedla krainę neotropikalną od Boliwii i Brazylii po Chile i Argentynę.

## Taksonomia
Plemię to utworzył w 1850 roku Charles Émile Blanchard. Umieścił je w obrębie podrodziny chrabąszczowatych, zaliczając doń rodzaje Aclopus i Phyllotocus, jednak ten drugi przeniesiony został w 1912 roku do Sericini. W 1977 roku Stiepan Jabłokow-Chnzorian umieścił je w podrodzinie Alcopinae. Przez 100 lat pozostawało monotypowe. Dopiero w 2012 roku Federico Ocampo i José Mondaca wyróżnili w obrębie Aclopini dwa nowe rodzaje: Gracilaclopus i Desertaclopus.